# Брацлавська селищна рада
Бра́цлавська се́лищна ра́да — адміністративно-територіальна одиниця та орган місцевого самоврядування в Тульчинському районі Вінницької області. Адміністративний центр — селище міського типу Брацлав.

## Загальні відомості
- Територія ради: 19,198 км²
- Населення ради: 5 643 особи (станом на 1 січня 2011 року)

## Населені пункти
Селищній раді підпорядковані населені пункти:
- смт Брацлав

## Склад ради
Рада складається з 22 депутатів та голови.
- Голова ради: Мазур Віталій Петрович
- Секретар ради: Костік Людмила Андріївна

### Керівний склад попередніх скликань
| Прізвище, ім'я, по батькові      | Основні відомості                                                        | Дата обрання | Дата звільнення |
| -------------------------------- | ------------------------------------------------------------------------ | ------------ | --------------- |
| Брода Дмитро Іванович            | Селищний голова, 1936 року народження                                    | 26.03.2006   | 19.04.2010      |
| Тарасова Валентина Станіславівна | Селищний голова, 1956 року народження, освіта вища, член Партії регіонів | 31.10.2010   | 10.11.2015      |
| Мазур Віталій Петрович           | Селищний голова, 1983 року народження, освіта вища,                      | 10.11.2015   |                 |

Примітка: таблиця складена за даними сайту Верховної Ради України

### Депутати
За результатами місцевих виборів 2015 року депутатами ради стали:

#### За суб'єктами висування
| Суб'єкт висування                      | Кількість обраних депутатів | %     |
| -------------------------------------- | --------------------------- | ----- |
| Самовисування                          | 18                          | 81,82 |
| Партія Християнсько-Демократичний союз | 3                           | 13,64 |
| Радикальна партія Олега Ляшка          | 1                           | 4,55  |

#### За округами
| № ВО | Прізвище, ім'я, по батькові    | Ким висунуто                           | Відомості |
| ---- | ------------------------------ | -------------------------------------- | --- |
| 1    | Драчевський Юрій Болеславович  | Самовисування                          | Громадянин України, народився 30.08.1947 р., освіта середня спеціальна, безпартійний, Військовий пенсіонер, місце проживання: смт Брацлав, Тульчинський р-н, Вінницька обл.                                                                   |
| 2    | Яковенко Юрій Миколайович      | Партія Християнсько-Демократичний Союз | Громадянин України, народився 24.06.1969 р., освіта вища, член Партії Християнсько-Демократичний Союз, Приватний підприємець, Лікар-стоматолог, місце проживання: смт Брацлав, Тульчинський р-н, Вінницька обл.                               |
| 3    | Побережнюк Світлана Василівна  | Самовисування                          | Громадянка України, народилася 19.03.1981 р., освіта середня спеціальна, безпартійна, Брацлавська селищна рада, Секретар селищної ради, місце проживання: смт Брацлав, Тульчинський р-н, Вінницька обл.                                       |
| 4    | Поліщук Світлана Афанасіївна   | Самовисування                          | Громадянка України, народилася 17.03.1962 р., освіта вища, безпартійна, Брацлавська лікарська амбулаторія, Лікар ЗПСМ, місце проживання: смт Брацлав, Тульчинський р-н, Вінницька обл.                                                        |
| 5    | Афанащенко Микола Севастянович | Самовисування                          | Громадянин України, народився 12.05.1963 р., освіта вища, безпартійний, Брацлавська автомобільна школа ТСОУ, Директор, місце проживання: смт Брацлав, Тульчинський р-н, Вінницька обл.                                                        |
| 6    | Марченко Микола Власович       | Самовисування                          | Громадянин України, народився 16.12.1961 р., освіта середня спеціальна, безпартійний, ТДВ "Брацлав", Електрик, місце проживання: смт Брацлав, Тульчинський р-н, Вінницька обл.                                                                |
| 7    | Мельник Микола Васильович      | Самовисування                          | Громадянин України, народився 17.05.1970 р., освіта середня спеціальна, безпартійний, Брацлавський агроекономічний коледж, Викладач, місце проживання: смт Брацлав, Тульчинський р-н, Вінницька обл.                                          |
| 8    | Кушнір Олександр Якович        | Самовисування                          | Громадянин України, народився 17.05.1954 р., освіта середня спеціальна, безпартійний, Немирівські електричні мережі, Електромонтер, місце проживання: смт Брацлав, Тульчинський р-н, Вінницька обл.                                           |
| 9    | Костік Людмила Андріївна       | Самовисування                          | Громадянка України, народилася 06.06.1974 р., освіта середня спеціальна, безпартійна, Брацлавська селищна рада, Бухгалтер, місце проживання: смт Брацлав, Тульчинський р-н, Вінницька обл.                                                    |
| 10   | Мазур Олена Миколаївна         | Самовисування                          | Громадянка України, народилася 05.09.1990 р., освіта вища, безпартійна, Брацлавський агроекономічний коледж, Викладач математики та інформатики, місце проживання: смт Брацлав, Тульчинський р-н, Вінницька обл.                              |
| 11   | Куляс Леонід Якович            | Самовисування                          | Громадянин України, народився 02.03.1957 р., освіта вища, безпартійний, Приватний підприємець, місце проживання: смт Брацлав, Тульчинський р-н, Вінницька обл.                                                                                |
| 12   | Зозуляк Ігор Леонідович        | Самовисування                          | Громадянин України, народився 02.04.1965 р., освіта середня спеціальна, безпартійний, Млин, Оператор, місце проживання: смт Брацлав, Тульчинський р-н, Вінницька обл.                                                                         |
| 13   | Людва Наталія Анатоліївна      | Самовисування                          | Громадянка України, народилася 17.07.1972 р., освіта вища, безпартійна, Брацлавська селищна бібліотека, Бібліотекар, місце проживання: смт Брацлав, Тульчинський р-н, Вінницька обл.                                                          |
| 14   | Габузь Володимир Олександрович | Самовисування                          | Громадянин України, народився 14.03.1963 р., освіта середня спеціальна, безпартійний, Пенсіонер, місце проживання: смт Брацлав, Тульчинський р-н, Вінницька обл.                                                                              |
| 15   | Яковенко Лідія Опанасівна      | Партія Християнсько-Демократичний Союз | Громадянка України, народилася 02.12.1950 р., освіта вища, член Партії Християнсько-Демократичний Союз, Брацлавська ЗОШ І-ІІІ ст. №1, Вчитель української мови та літератури, місце проживання: смт Брацлав, Тульчинський р-н, Вінницька обл. |
| 16   | Мазур Віталій Генріхович       | Самовисування                          | Громадянин України, народився 10.07.1956 р., освіта вища, безпартійний, Брацлавський підрозділ Немирівської ЦРЛ, Лікар, місце проживання: смт Брацлав, Тульчинський р-н, Вінницька обл.                                                       |
| 17   | Дудкевич Марія Афанасіївна     | Партія Християнсько-Демократичний Союз | Громадянка України, народилася 28.09.1970 р., освіта вища, безпартійна, Тимчасово не працює, місце проживання: смт Брацлав, Тульчинський р-н, Вінницька обл.                                                                                  |
| 18   | Федик Володимир Володимирович  | Радикальна партія Олега Ляшка          | Громадянин України, народився 27.01.1974 р., освіта вища, безпартійний, Тимчасово не працює, місце проживання: смт Брацлав, Тульчинський р-н, Вінницька обл.                                                                                  |
| 19   | Шершенюк Олександр Якович      | Самовисування                          | Громадянин України, народився 02.06.1960 р., освіта вища, безпартійний, Приватний підприємець, місце проживання: смт Брацлав, Тульчинський р-н, Вінницька обл.                                                                                |
| 20   | Вікулов Віктор Миколайович     | Самовисування                          | Громадянин України, народився 23.04.1962 р., освіта середня спеціальна, безпартійний, ПС "Брацлав 110-10", Електромонтер, місце проживання: смт Брацлав, Тульчинський р-н, Вінницька обл.                                                     |
| 21   | Яворський Микола Михайлович    | Самовисування                          | Громадянин України, народився 03.06.1971 р., освіта вища, безпартійний, Брацлавський агроекономічний коледж, Викладач історії, місце проживання: смт Брацлав, Тульчинський р-н, Вінницька обл.                                                |
| 22   | Дончик Сергій Федорович        | Самовисування                          | Громадянин України, народився 04.06.1984 р., освіта вища, безпартійний, ФГ "Криниця", Заступник голови, місце проживання: смт Брацлав, Тульчинський р-н, Вінницька обл.                                                                       |